# Капітан Гак (фільм)
Капітан Гак (англ. Hook) — американський пригодницький фільм 1991 року.

## Сюжет
Пітер Пен давно покинув Небувалію й став дорослим, і тепер має дружину і дітей. Він став успішним юристом, в якого бракує часу на сім'ю. Але одного разу заклятий ворог Капітан Гак викрав його дітей. Тепер Пітеру треба повернутися до Небувалії та згадати, ким він був, щоб врятувати своїх дітей.

## У ролях
| Актор           | Роль                      |
| --------------- | ------------------------- |
| Дастін Гоффман  | Капітан Гак               |
| Робін Вільямс   | Пітер Пен / Пітер Беннінг |
| Джулія Робертс  | Дінь-Дінь                 |
| Боб Госкінс     | Смі                       |
| Меггі Сміт      | бабуся Венді              |
| Керолайн Гудолл | Мойра Беннінг             |
| Чарлі Корсмо    | Джекі Беннінг             |
| Ембер Скотт     | Меггі Беннінг             |
| Гвінет Пелтроу  | молода Венді              |
| Лорел Кронін    | Ліза, домробітниця Венді  |
| Філ Коллінз     | інспектор Гуд             |
| Артур Мелет     | Тутс                      |
| Ісая Робінсон   | Покетс                    |
| Джасен Фішер    | Еймс                      |
| Данте Баско     | Руфіо                     |
| Раушан Гаммонд  | Тут Батт                  |
| Джеймс Мадіо    | Не питай                  |
| Томас Тулак     | Малий                     |
| Алекс Цукерман  | Засувка                   |
| Ахмад Стоунер   | Не дрімати                |
| Гленн Клоуз     | Gutless                   |